# 松柳俊紀
松柳 俊紀（まつやなぎ としのり、1957年9月6日 - ）は、日本の元プロボクサー。 石川県金沢市野田町出身。

## 来歴
石川県立鶴来高等学校で柔道に所属、主将を務める。県大会団体戦準優勝。柔道での活躍により、数校の大学から特待生としての招待を受けるが、父親から経済的な理由で反対され、進学は断念。
卒業とともに上京、働きながらオリンピックをめざし、東海大学の柔道部に特別参加で練習。しかし、アマチュアで自活し続けることの大変さに気付き、ボクサーでプロを目指すことに路線変更。
第32回全日本ミドル級新人王。
東邦ジム所属。 
派手なKO予告のプラカードを持って入場していた。 日本タイトルに2度挑戦したが大和田正春、大和武士にKO負け。生涯戦歴 12戦5勝7敗5KO。